# Monte Tabor (Recanati)
Il Monte Tabor, che prende il nome dall'omonima collina della Galilea tradizionalmente identificata come sito della Trasfigurazione di Gesù, è il colle di Recanati che si affaccia verso sud: da esso nelle giornate con poca foschia si riescono a vedere molto bene le cime dei monti Sibillini, innevate in inverno. Il monte Tabor, anche conosciuto come "il colle dell'Infinito", è altresì legato ad uno degli idilli più famosi di Giacomo Leopardi: L'infinito.
Il monte Tabor oggi è un parco che sorge accanto al Centro Studi Leopardiani e al Palazzo Leopardi, percorrendo un sentiero che attraversa il parco si giunge al punto in cui probabilmente il poeta si trovò a comporre la poesia, una targa sul muro riporta il verso: "Sempre caro mi fu quest'ermo colle". Il monte Tabor inoltre fa parte della poesia Alla luna: infatti il poeta andava sempre sul colle per ammirare la 'graziosa luna'.

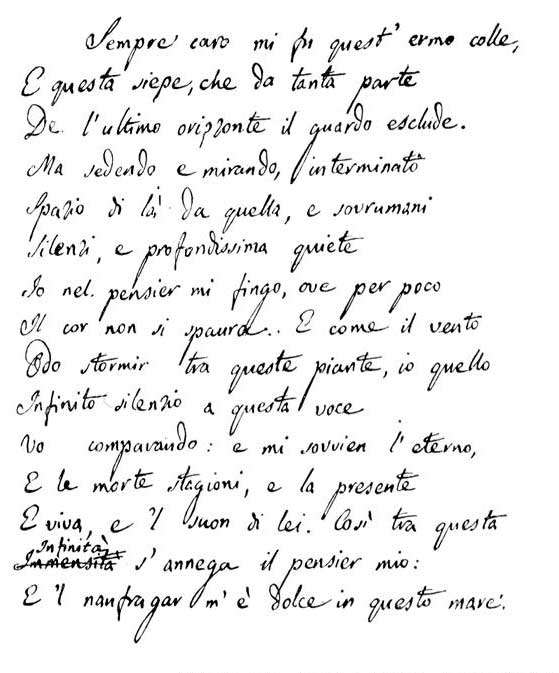
Un manoscritto autografo dellInfinito di Leopardi